# Helicteres
Helicteres  es un género de plantas con flores con 141 especies y perteneciente a la familia de las  Malvaceae. Es originario de América. 

## Descripción
Son arbustos erectos, inermes; plantas hermafroditas. Las hojas son simples, aserradas. Con cincinos bifloros, axilares y opuestos a las hojas, las flores son zigomorfas o subzigomorfas; con cinco sépalos soldados; y 5 pétalos sobrepasando al cáliz. El fruto es una cápsula cilíndrica, con semillas numerosas, poliédricas, irregulares, desiguales.

## Distribución
Es un género pantropical, con las especies distribuidas desde México hasta el noroeste de Argentina.

## Taxonomía
El género fue descrito por Carlos Linneo y publicado en Species Plantarum  2: 963, en el año 1753. La especie tipo es Helicteres isora L.

## Especies
| - Helicteres andersonii - Helicteres angustifolia - Helicteres aspera - Helicteres baruensis - Helicteres biflexa - Helicteres brevispira - Helicteres calcicola - Helicteres cana - Helicteres carthagenensis - Helicteres cidii - Helicteres corylifolia - Helicteres cuneata - Helicteres darwinensis - Helicteres denticulenta - Helicteres eichleri - Helicteres eitenii - Helicteres elliptica - Helicteres elongata - Helicteres flagellaris - Helicteres furfuracea - Helicteres gardneriana - Helicteres geoffrayi - Helicteres guanaiensis - Helicteres guazumifolia - Helicteres heptandra - Helicteres hirsuta - Helicteres integerrima - Helicteres integrifolia - Helicteres isora L. - palo de chanco - Helicteres jamaicensis Jacq. - majagüilla de costa - Helicteres kombolgiana - Helicteres krapovickasii - Helicteres laciniosa - Helicteres lanata | - Helicteres lanceolata - Helicteres lenta - Helicteres lhotzkyana - Helicteres longepedunculata - Helicteres macropetala - Helicteres macrothrix - Helicteres microcarpa - Helicteres muscosa - Helicteres nipensis - Helicteres ovata - Helicteres pentandra - Helicteres pilgeri - Helicteres pintonis - Helicteres plebeja - Helicteres procumbens - Helicteres prostrata - Helicteres rekoi - Helicteres rhynchocarpa - Helicteres rufipila - Helicteres sacarolha - Helicteres semiglabra - Helicteres semitriloba - Helicteres serpens - Helicteres sphaerotheca - Helicteres sundaica - Helicteres tenuipila - Helicteres trapezifolia A.Rich. - majagüilla de costa - Helicteres urupaensis - Helicteres vallsii - Helicteres vegae - Helicteres velutina - Helicteres viscida - Helicteres vuarame |